# Eduardo González Rodríguez
Eduardo González Rodríguez es un dibujante español, nacido en Santa Cruz de Tenerife en 1970.

## Biografía
Tras licenciarse en Bellas Artes por la Universidad de La Laguna en 1993, publicó en fanzines nacionales como Azoth, Como vacas mirando el tren y 451º.
En 1999 comenzó a colaborar con el diario La Opinión de Tenerife, creando la serie Becarios, sobre la vida universitaria. En La venta de Floro y Don y Doña contó con guiones de Patricio García Ducha y Juan Luis Calero, respectivamente. También ha trabajado como ilustrador en Canarias gráfica y Canarias Ilustrada y publicado algunas historietas en Dos veces Breve.
En 2011 Dolmen Editorial publicó su primera novela gráfica, Dentro de la Noche.

## Premios
- XXXV Premio Diario de Avisos 2011 al mejor guion de historieta realista.[1]